# 隋熙明
隋熙明（1957年—），山东文登人，汉族，中华人民共和国政治人物、第十二届全国人民代表大会黑龙江地区代表。
毕业于哈尔滨工业大学工商管理专业。現為黑龍江北大倉集團有限公司董事長，担任齐齐哈尔市工商联主席。2008年起担任全国人大代表。2013年，被选为全国人大代表。